# (32035) 2000 JS18
2000 JS18 (asteroide 32035) é um asteroide da cintura principal. Possui uma excentricidade de 0.13625720 e uma inclinação de 12.06188º.
Este asteroide foi descoberto no dia 3 de maio de 2000 por LINEAR em Socorro.